# Georg Münchbach

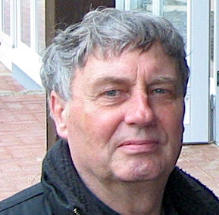
Georg Münchbach im Jahr 2005

Georg Münchbach (* 1. September 1933 in Freiburg im Breisgau; † 15. März 2018 in Uelzen) war ein deutscher Maler, Graphiker und Bildhauer.

## Leben
Nach dem Studium der Kunst an der Kunstakademie Düsseldorf bei Walter von Wecus lebte er mit Familie (Lisann Münchbach und Sohn Falk Münchbach) ab 1957 in Ebstorf und ab 1970 bis 2018 in Wittenwater, behielt aber zeitlebens auch seinen Wohnsitz in Freiburg.
In seinem Werk spiegeln sich die regelmäßigen Besuche in seiner Heimat Freiburg mit ausgedehnten Wanderungen und Erlebnissen der Räume, die sich in den Bergen des Schwarzwaldes zeigen und der Weite der Räume, die im ständigen Lebensraum der Lüneburger Heide zu finden war.
Den Raum zu erleben, der auch dann noch vorhanden ist, wenn die Gegenstände im Raum nicht mehr da sind, bildete sich zunehmend als ein künstlerisches Thema heraus.
Er begriff Kunst als Forschung und sprach von einem Paradigmenwechsel des Sehens, wenn wir den Raum in seiner unzerstörbaren Existenz begreifen und versuchen, ihn wahrzunehmen und zu sehen.
Stadtbildprägend in Uelzen ist er mit dem "Schnellenmarktbrunnen" aus VA Stahl, dem Keramikrelief "Expansion", jetzt vor der Zentrale der Uelzener Versicherungen, und der "Venus 2000" als Bronzeguss im Stadtgarten Uelzen, Kuhlau Relief am alten Rathaus, Partnerschaftsstein (Mosaik) vor dem Kreishaus. Er hinterließ ein umfangreiches privates Werk, das sich mythischem Denken, neuer Wahrnehmung von Raum und überzeitlichen Themen widmete.
Er ist Mitbegründer des Kunstvereins Uelzen und der Ortsgruppe Uelzen des BBK.

## Werke/Schriften
- 1984 Georg Münchbach: Bilder – Räume und Texte (Lisann-Verlag, weißer Katalog)[8]
- 1995 Georg Münchbach: Darstellung einer Konzeption (Lisann-Verlag, roter Katalog)
- 1997 Katalog zur Ausstellung für das Fürstentum Lüneburg (Lisann-Verlag, kleiner Katalog)
- Artikel im Kunstmagazin Art Profil in Ausgabe: 82, 107, 128, 132, 142[9]
- Artikel in Nike Kunstedition: 56, 57[10]

## Werke im öffentlichen Raum
- 1964 Straußengruppe aus VA-Stahl in Müllheim/Baden
- 1970 Enthüllung Kuhlaurelief am Rathaus Uelzen[2]
- 1970 Medaille Hansetaler als Ehrengabe der Stadt Uelzen[11]
- 1970 Illustrationen (Holzschnitte) der Ehrengabe "Eulenspiegel mit dem blauen Hosentuch und dem Bauern auf dem Markt zu Uelzen" von Hans Sachs[12][13]
- 1973 Einweihung des Keramikreliefs "Expansion" (12 m × 3,5 m) in der Kreissparkasse Uelzen, jetzt seit 2000 vor der Uelzener Versicherung[14]
- 1978 Enthüllung des Partnerschaftssteins (Mosaik) vor dem Kreishaus in Uelzen[15]
- 1979 Europator[16] (nicht mehr vorhanden)
- 1980 Aufstellung des Brunnens auf dem Schnellenmarkt in Uelzen
- 1998 Einweihung der Edelstahlskulpturen "Harmonie" und "Wachstum" bei der Uelzener Versicherung
- 2000 Aufbau des Reliefs "Expansion" vor der Uelzener Versicherung
- 2000 Einweihung der Skulptur Venus 2000 im Uelzener Stadtgarten[17]
- 2004 Einweihung des Niedersachsenpferdes auf der Rückseite der Expansion[18].

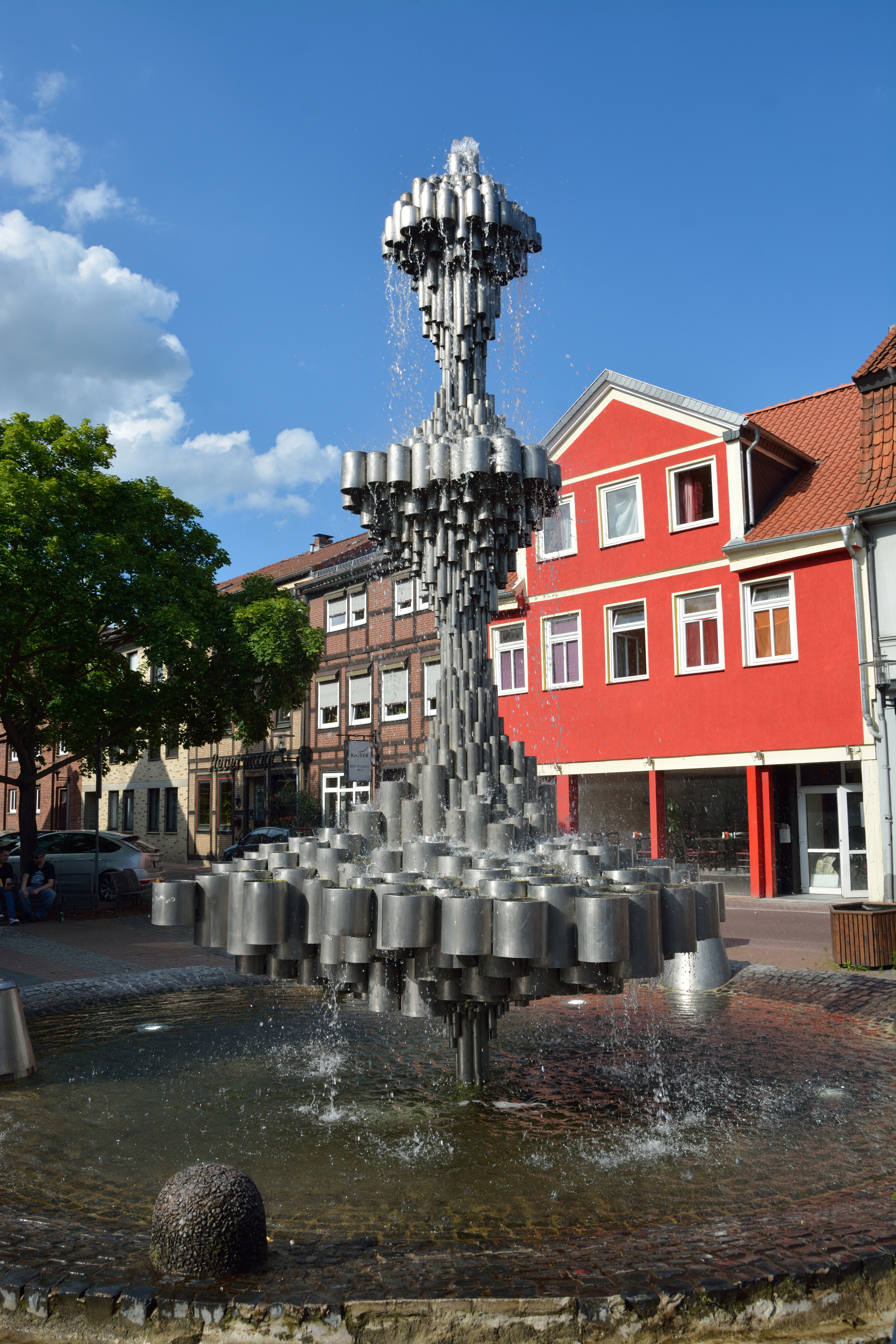
Schnellenmarktbrunnen Uelzen, 1980
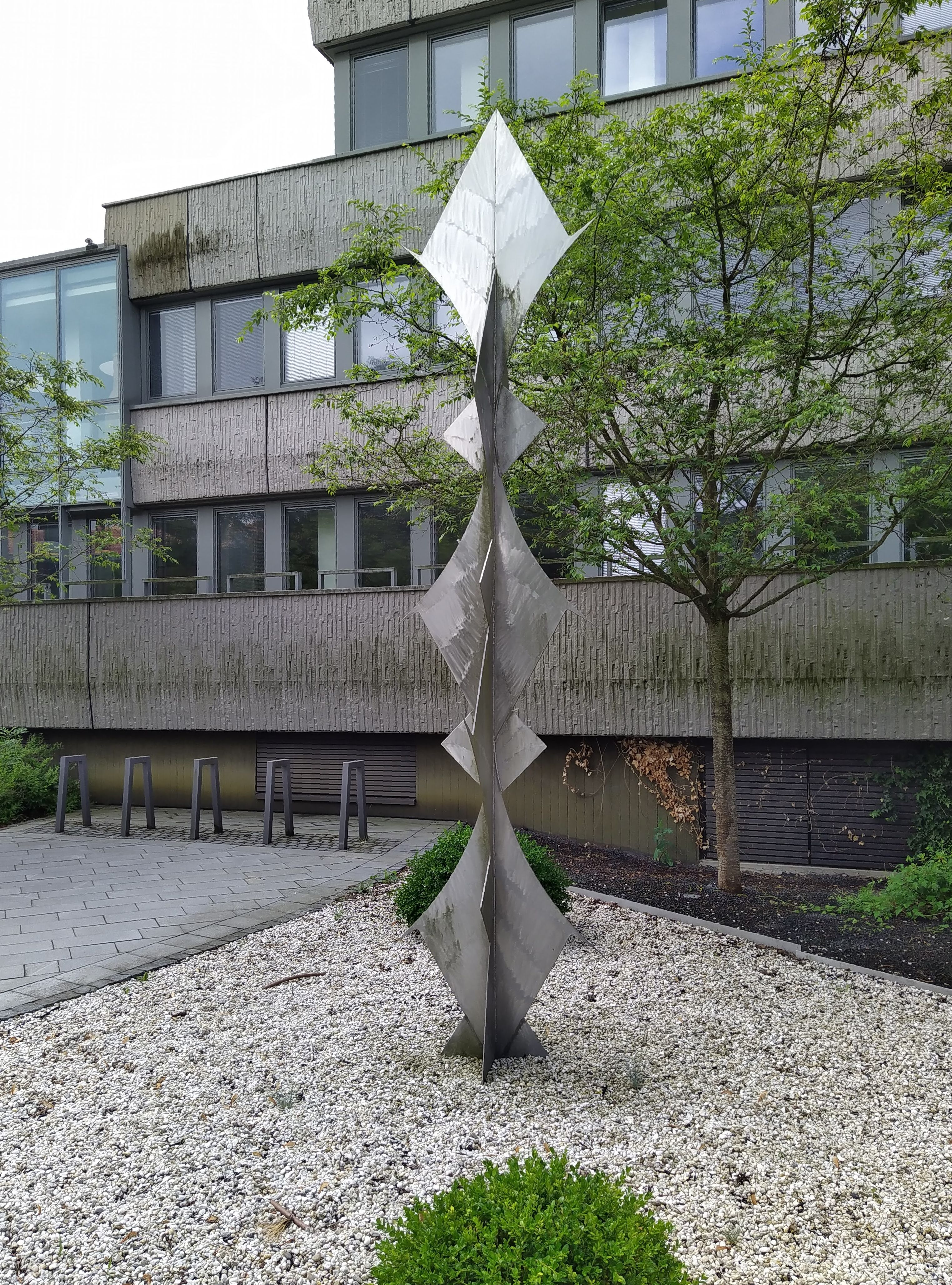
Wachstum Uelzen, 1998
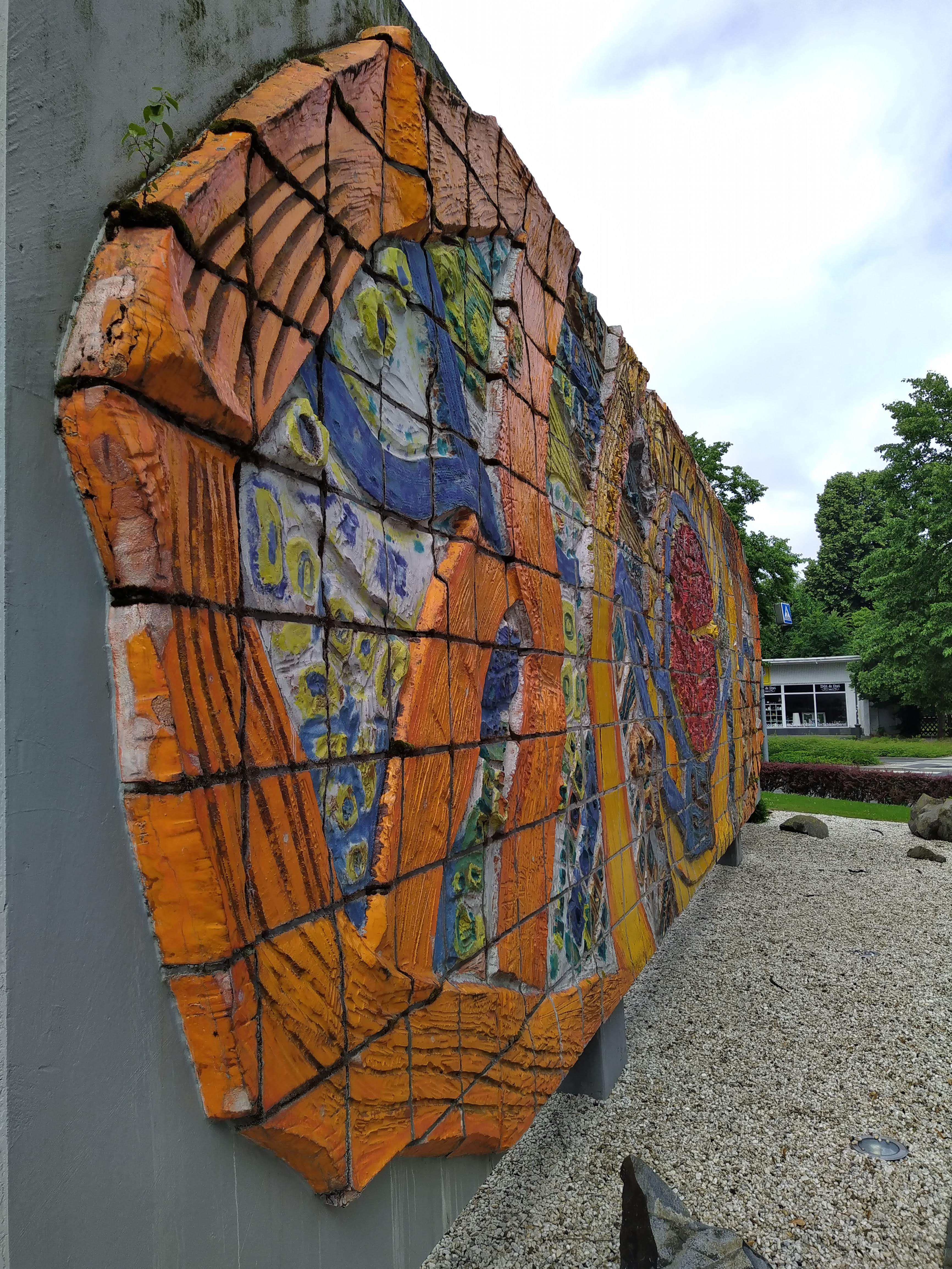
Expansion Uelzen, 1973/2000
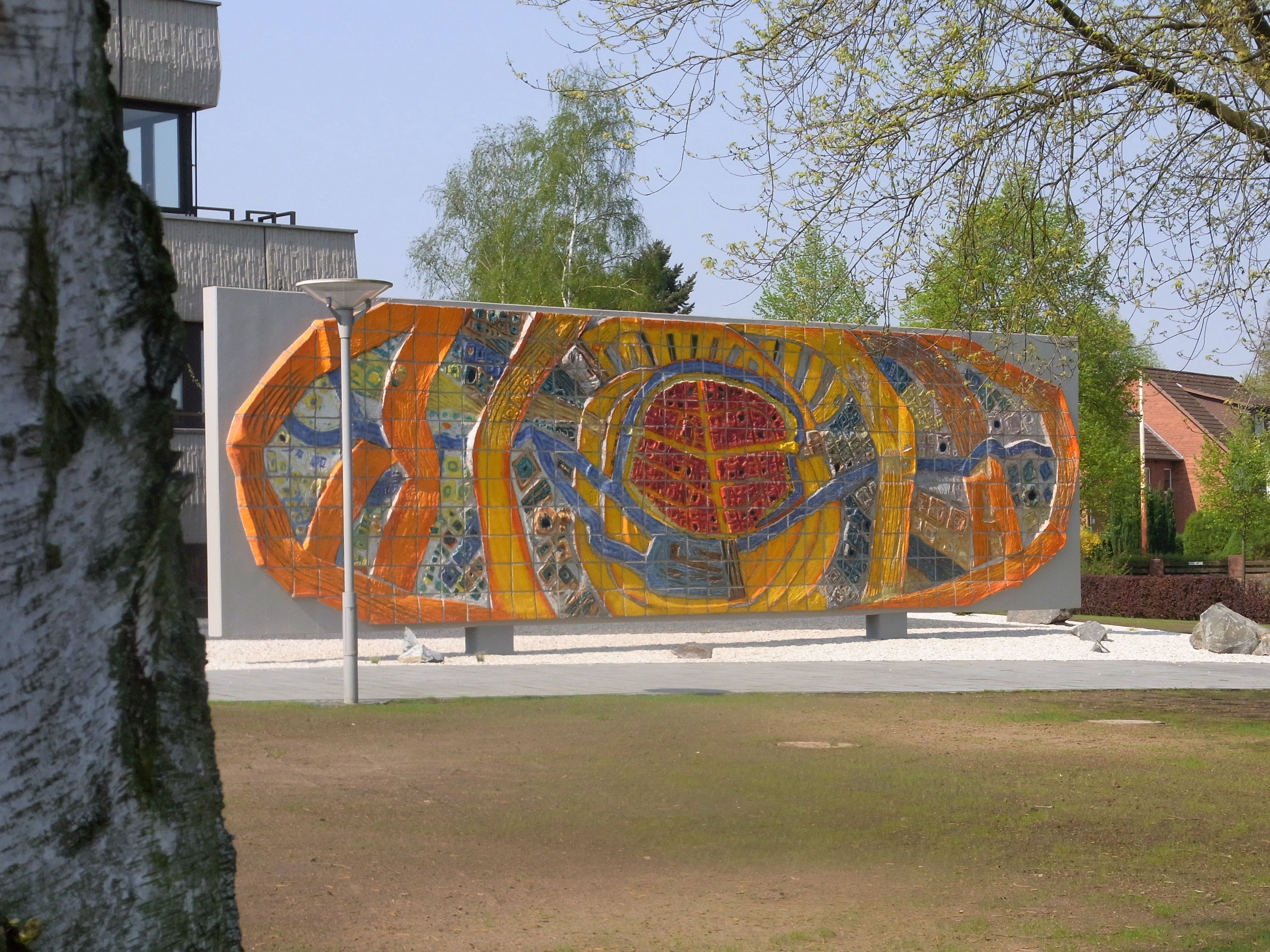
Expansion Gesamtansicht Uelzen, 1973/2000
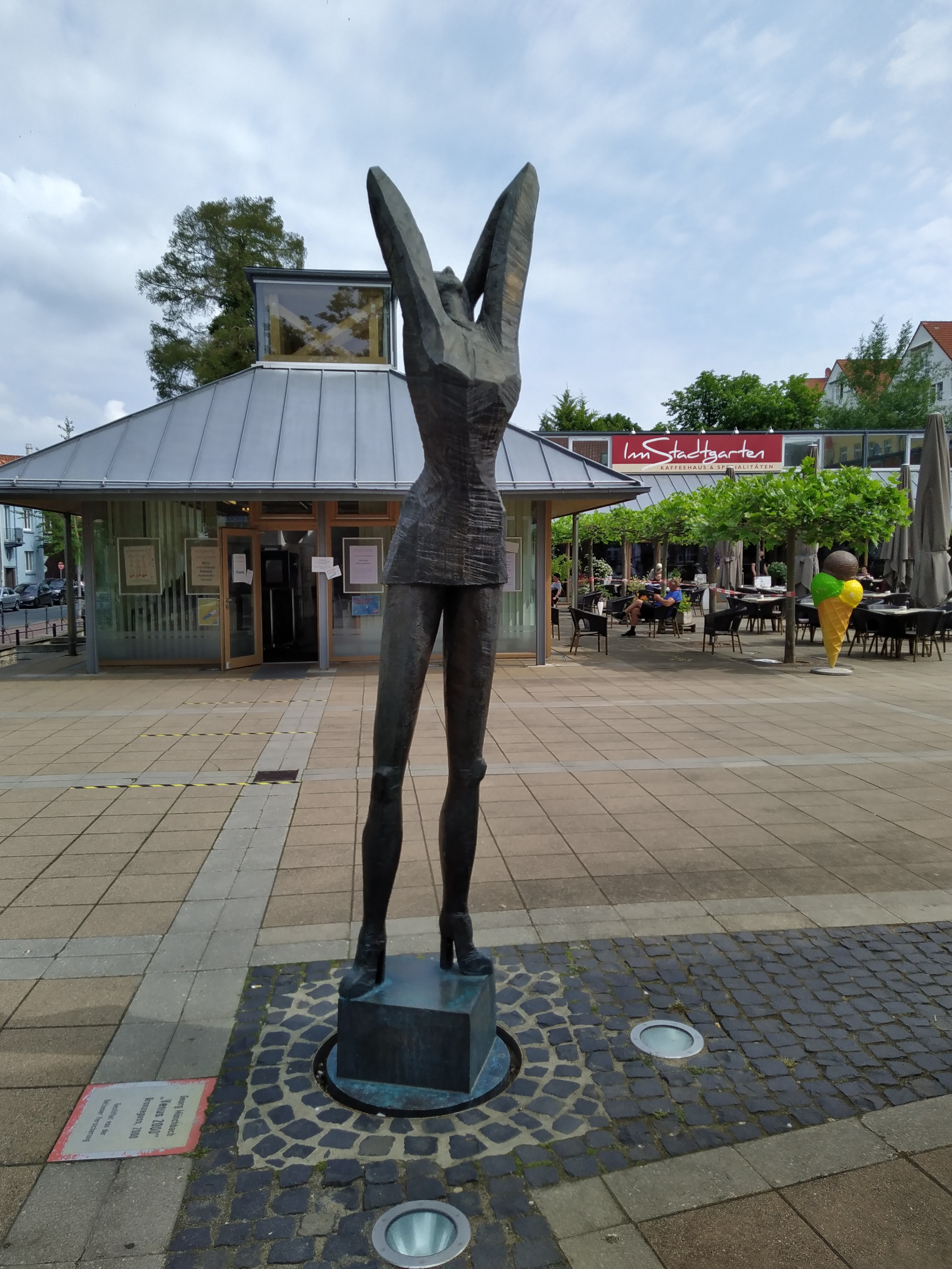
Venus 2000 Uelzen, 2000

## Ausstellungen
- 1965 Ausstellung mit dem BBK in der Göhrde: Lithographien[19]
- 1965 Ausstellung in Hildesheim mit der Gruppe Zonenrandgebiet: Lithographien
- 1966 Ausstellung in der Sternschule Uelzen[20]
- 1967 Ausstellung in der Bücherei Uelzen: Lithographien und Holzschnitte[21]
- 1967 Gruppenausstellung Kunstforum Göhrde
- 1967 Gruppenausstellung Winsen[22]
- 1968 Ausstellung mit BBK in der Sternschule Uelzen[23]
- 1970 Ausstellung Kunstforum Göhrde
- 1973 Ausstellung mit BBK Uelzen
- 1973 Ausstellung in Partnerstadt Bois Guillaume (Frankreich)
- 1974 Herbstausstellung BBK Landesverband: Schubladen mit Landschaft in Bronze[24]
- 1975 BBK Ausstellung Orangerie Hannover: Landschaft in Bronze
- 1976 Ausstellung Kunstforum Göhrde
- 1977 Ausstellung niedersächsischer Künstler in Bad Pyrmont
- 1977 Ausstellung BBK Lüneburg: Öl und Bronze
- 1978 Ausstellung BBK
- 1979 Ausstellung BBK Landesverband: 3 Werke in Bronze
- 1980 Ausstellung BBK im Kunstverein im Theater an der Ilmenau
- 1982 Ausstellung mit BBK[25]
- 1985 Ausstellung BBK Landesverband
- 1985 Ausstellung Kunstverein Vechta
- 1986 Gruppenausstellung mit BBK in Stade[26]
- 1987 Ausstellung im Künstlerhaus Hannover (Münchbach und Tilly)
- 1989 Einzelausstellung mit Kunstverein im Schloss Holdenstedt[27][28]
- 1991 Einzelausstellung Kulturhaus Arneburg/Elbe: Malerei und Plastik[29]
- 1992 Einzelausstellung Sparkasse Uelzen[30]
- 1996 Einzelausstellung im Foyer der AZ Uelzen[31][32]
- 1997 Einzelausstellung Museum für das Fürstentum Lüneburg[33]
- 1998 Einzelausstellung im Foyer der AZ: farbige Menschenbilder
- 2000 Einzelausstellung im Foyer der AZ: Fotoarbeiten
- 2001 Einzelausstellung von Skulpturen im Arboretum Melzingen[34]
- 2004 Einzelausstellung Kunst im Stall
- 2005 Skulpturen im Arboretum mit Bronzeportrait der Gründerin v. Winning
- 2006 Einzelausstellung im Museum für das Fürstentum Lüneburg: Mythos und Neu-Räume[35]
- 2015 Einzelausstellung mit dem Kunstverein Uelzen im Rathaus Uelzen[36][7]

posthum:
- 2018 Werkschau 1 im Mühlenhof Wittenwater: mythisches Denken[37][38]
- 2019 Werkschau 2 im Mühlenhof Wittenwater: Raumenergie in 2 und 3 Dimensionen
- 2021 Ausstellung im Büro des Stadtmarketing Uelzen[39]
- 2021 Gruppenausstellung Skulpturen im Kultursommer Uelzen (Rathaus Innenhof)
- 2022 Einzelausstellung Pashmin Art Hamburg[40]
- 2023 Einzelausstellung Bad Bevensen, Wandelgang des Kurhauses: Die Seele der Landschaft entdecken[41]
- 2023 Einzelausstellung im Kloster Ebstorf: Entwicklung des Themas "Raumenegie"[42]
- 2023 Gruppenausstellung im Kunsthaus Kappeln[43]
- 2025 Einzelausstellung im Levantehaus Hamburg[44]
- zukünftig Teil der Quartiersaufwertung im Schnellenmerktviertel[45][46][47]